# Meles Zenawi
Meles Zenawi Asres (chữ cái Ge'ez: መለስ ዜናዊ አስረስ Mäläs Zenawi Äsräs; 8 tháng 5 năm 1955 – 20 tháng 8 năm 2012) là thủ tướng Ethiopia từ năm 1995 đến khi qua đời năm 2012. Từ năm 1985, ông là chủ tịch Mặt trận Giải phóng Nhân dân Tigrayan, và là người đứng đầu của Mặt trận Dân chủ Cách mạng Nhân dân Ethiopia cầm quyền. Ông là một cựu chiến binh quân nổi dậy, người lên nắm quyền vào năm 1991 sau khi lật đổ chế độ độc tài đẫm máu của Mengistu Haile Mariam. Ông giữ chức tổng thống Ethiopia trong giai đoạn 1991–1995 và trở thành thủ tướng Ethiopia năm 1995 sau một cuộc tổng tuyển cử diễn ra cùng năm. Dù chính phủ ông có công thực hiện một số đổi mới như chế độ chính trị đa đảng ở Ethiopia, tự do báo chí ở Ethiopia và giảm tỷ lệ tử vong trẻ sơ sinh nhưng chính quyền của ông cũng bị cáo buộc đàn áp chính trị và các lạm dụng nhân quyền. Được biết đến là một trong những người mạnh mẽ của châu Phi, ông là một đồng minh của Hoa Kỳ trong cuộc chiến chống khủng bố.